# Doing It
Doing It è un brano musicale della cantante Charli XCX realizzata in collaborazione con la cantante Rita Ora e pubblicata nel 2015.

## Il brano
La canzone è stata scritta da Charlotte Aitchison, Ariel Rechtshaid, Jarrad Rogers, Noonie Bao e Burns e prodotta da Rechtshaid e Mr Rogers.
Si tratta del terzo singolo estratto dall'album Sucker.

## Tracce
Download digitale
1. Doing It – 3:48

## Video
Il videoclip del brano è stato diretto da Adam Powell. Esso è stato girato in un deserto della California e presenta diverse fonti di ispirazione, rappresentate dai film Thelma & Louise e Assassini nati - Natural Born Killers, dalla bambola Barbie, dagli strip club della Florida, dalla moda degli anni '70 e dai lavori di David LaChapelle. Narra di due ladre (Charli e Rita) che rapinano un benzinaio, il quale chiama due poliziotti che si lanciano all'inseguimento invano. Per tentare di acciuffarle vanno in un locale western in cui le due sono diventate le reginette della festa e dimostrano il loro coraggio e la loro bellezza spogliandosi e riuscendo a domare un toro finto. Nel frattempo, si alterna no sullo schermo una ragazzina che narra buona parte della storia con bambole e auto(jeep tosa e della polizia)  e il balletto. Il video finisce con i due poliziotti vicino a un letto impacchettato.